# Aga Khan I
Aga Khan I (en persa: آغا خان اوّل‎; Āghā Jān-e Avval, también escrito en persa: آقا خان اوّل‎; Āqā Jān-e Avval) fue el título conferido a Hasan Alí Shah (en persa: حسن علی شاه‎; Ḥasan ‘Alī Shāh; Kahak, Irán, 1804 - Bombay, India, 1881), gobernador de Kermán, 46.º imán de los musulmanes ismaelíes nizaríes, destacado líder musulmán en Irán y, posteriormente, en el subcontinente indio.